# Matteo Bruscagin
Matteo Bruscagin (Milano, 3 agosto 1989) è un calciatore italiano, difensore del Gubbio.

## Caratteristiche tecniche
Gioca solitamente come difensore centrale, in possesso di una discreta tecnica individuale, tuttavia grazie alla sua duttilità tattica, può essere impiegato in qualunque ruolo difensivo, all'occorrenza può essere utilizzato anche come esterno di centrocampo su entrambe le fasce.

## Carriera

### Club
Muove i suoi primi passi nell'A.C. Garibaldina e nell'Aldini, prima di approdare nel settore giovanile del Milan, svolgendo tutta la trafila. Dopo alcune esperienze in terza serie, il 6 luglio 2010 passa in compartecipazione al Grosseto, in Serie B. Esordisce con i biancorossi il 15 agosto contro il Gubbio in Coppa Italia, subentrando al 19' della ripresa al posto di Gianluca Freddi.
Debutta in Serie B il 23 ottobre 2010 nel derby terminato a reti bianche contro il Livorno, giocando titolare. Conclude la stagione con 11 presenze. Il 24 giugno 2011 la comproprietà viene risolta a favore dei maremmani.
Riscattato dai toscani, il 3 gennaio 2012 passa in comproprietà al Latina, in Lega Pro Prima Divisione. Esordisce con i pontini cinque giorni dopo contro il Siracusa. Il 23 giugno la comproprietà viene risolta a favore del Latina. Il 5 luglio 2013 - archiviate la promozione nella serie cadetta e la vittoria della Coppa Italia Lega Pro - rinnova il suo contratto fino al 2015. Svincolatosi dai pontini in seguito al fallimento della società, il 5 luglio 2017 firma un biennale con il Venezia.
Il 30 settembre 2022 viene acquistato dal Pordenone.

### Nazionale
Ha esordito con l'Under-19 il 15 novembre 2007, nell'amichevole vinta contro la Croazia (3-1), giocando titolare. L'11 luglio 2008 viene incluso dal tecnico Francesco Rocca tra i convocati che prenderanno parte al Campionato europeo di calcio Under-19 2008. Esordisce nella competizione il 14 luglio contro la Grecia (1-1), giocando titolare. Scende in campo anche nella finale persa contro la Germania, persa 1-3.
Il 14 settembre 2009 viene incluso tra i convocati che prenderanno parte anche al Mondiale Under-20, svoltosi in Egitto. Esordisce nella manifestazione il 5 ottobre contro la Spagna (3-1), subentrando al 69' al posto di Alessandro Crescenzi.

## Statistiche

### Presenze e reti nei club
Statistiche aggiornate al 17 maggio 2025.
| Stagione        | Squadra         | Campionato      | Campionato | Campionato | Coppe nazionali | Coppe nazionali | Coppe nazionali | Coppe continentali | Coppe continentali | Coppe continentali | Altre coppe | Altre coppe | Altre coppe | Totale | Totale |
| Stagione        | Squadra         | Comp            | Pres       | Reti       | Comp            | Pres            | Reti            | Comp               | Pres               | Reti               | Comp        | Pres        | Reti        | Pres   | Reti   |
| --------------- | --------------- | --------------- | ---------- | ---------- | --------------- | --------------- | --------------- | ------------------ | ------------------ | ------------------ | ----------- | ----------- | ----------- | ------ | ------ |
| 2007-2008       | Milan           | A               | 0          | 0          | CI              | 0               | 0               | UCL                | 0                  | 0                  | SU+Cmc      | 0           | 0           | 0      | 0      |
| 2008-gen. 2009  | Monza           | 1D              | 0          | 0          | CI+CI-LP        | 0+2             | 0               | -                  | -                  | -                  | -           | -           | -           | 2      | 0      |
| gen.-giu. 2009  | Pizzighettone   | 2D              | 12         | 0          | CI-LP           | 0               | 0               | -                  | -                  | -                  | -           | -           | -           | 12     | 0      |
| 2009-2010       | Gubbio          | 2D              | 15+3       | 0          | CI-LP           | 2               | 0               | -                  | -                  | -                  | -           | -           | -           | 20     | 0      |
| 2010-2011       | Grosseto        | B               | 11         | 0          | CI              | 2               | 0               | -                  | -                  | -                  | -           | -           | -           | 13     | 0      |
| 2011-gen. 2012  | Grosseto        | B               | 2          | 0          | CI              | 1               | 0               | -                  | -                  | -                  | -           | -           | -           | 3      | 0      |
| Totale Grosseto | Totale Grosseto | Totale Grosseto | 13         | 0          |                 | 3               | 0               |                    | -                  | -                  |             | -           | -           | 16     | 0      |
| gen.-giu. 2012  | Latina          | 1D              | 9+2        | 1          | CI+CI-LP        | 0+2             | 0               | -                  | -                  | -                  | -           | -           | -           | 13     | 1      |
| 2012-2013       | Latina          | 1D              | 21+4       | 0          | CI-LP           | 5               | 1               | -                  | -                  | -                  | -           | -           | -           | 30     | 1      |
| 2013-2014       | Latina          | B               | 9+1        | 0          | CI              | 0               | 0               | -                  | -                  | -                  | -           | -           | -           | 10     | 0      |
| 2014-2015       | Latina          | B               | 25         | 1          | CI              | 0               | 0               | -                  | -                  | -                  | -           | -           | -           | 25     | 1      |
| 2015-2016       | Latina          | B               | 29         | 0          | CI              | 1               | 0               | -                  | -                  | -                  | -           | -           | -           | 30     | 0      |
| 2016-2017       | Latina          | B               | 37         | 0          | CI              | 2               | 0               | -                  | -                  | -                  | -           | -           | -           | 39     | 0      |
| Totale Latina   | Totale Latina   | Totale Latina   | 130+7      | 2          |                 | 10              | 1               |                    | -                  | -                  |             | -           | -           | 147    | 3      |
| 2017-2018       | Venezia         | B               | 23+3       | 1          | CI              | 0               | 0               | -                  | -                  | -                  | -           | -           | -           | 26     | 1      |
| 2018-2019       | Venezia         | B               | 27+2       | 0          | CI              | 1               | 0               | -                  | -                  | -                  | -           | -           | -           | 30     | 0      |
| Totale Venezia  | Totale Venezia  | Totale Venezia  | 50+5       | 1          |                 | 1               | 0               |                    | -                  | -                  |             | -           | -           | 56     | 1      |
| 2019-2020       | L.R. Vicenza    | C               | 25         | 1          | CI              | 0               | 0               | -                  | -                  | -                  | -           | -           | -           | 25     | 1      |
| 2020-2021       | L.R. Vicenza    | B               | 26         | 0          | CI              | 0               | 0               | -                  | -                  | -                  | -           | -           | -           | 26     | 0      |
| 2021-2022       | L.R. Vicenza    | B               | 29+2       | 0          | CI              | 0               | 0               | -                  | -                  | -                  | -           | -           | -           | 31     | 0      |
| Totale Vicenza  | Totale Vicenza  | Totale Vicenza  | 80+2       | 1          |                 | 0               | 0               |                    | -                  | -                  |             | -           | -           | 82     | 1      |
| set. 2022-2023  | Pordenone       | C               | 29+2       | 2          | CI-C            | 0               | 0               | -                  | -                  | -                  | -           | -           | -           | 31     | 2      |
| 2023-2024       | SPAL            | C               | 23         | 0          | CI-C            | 0               | 0               | -                  | -                  | -                  | -           | -           | -           | 23     | 0      |
| 2024-2025       | SPAL            | C               | 25+2       | 0          | CI-C            | 1               | 0               | -                  | -                  | -                  | -           | -           | -           | 28     | 0      |
| Totale SPAL     | Totale SPAL     | Totale SPAL     | 48+2       | 0          |                 | 1               | 0               |                    | -                  | -                  |             | -           | -           | 51     | 0      |
| Totale carriera | Totale carriera | Totale carriera | 377+21     | 6          |                 | 19              | 1               |                    | -                  | -                  |             | 0           | 0           | 417    | 7      |

## Palmarès

### Club

#### Competizioni nazionali
- Coppa Italia Lega Pro: 1

Latina: 2012-2013
- Serie C: 1

L.R. Vicenza: 2019-2020 (girone B)